# Galaxias globiceps
Galaxias globiceps — вид прісноводних корюшкоподібних риб родини Галаксієві (Galaxiidae). Вид поширений у гірських прозорих струмках та є ендеміком Чилі. Максимальна довжина тіла сягає 10,7 см.